# قرار مجلس الأمن التابع للأمم المتحدة رقم 1449
قرار مجلس الأمن التابع للأمم المتحدة رقم 1449، المتخذ بالإجماع في 13 كانون الأول / ديسمبر 2002، بعد الإشارة إلى القرارات 955 (1994) و1165 (1998) و1329 (2000) و1411 (2002) و1431 (2002)، أحال المجلس قائمة المرشحين لقضاة دائمين في المحكمة الجنائية الدولية لرواندا إلى الجمعية العامة للنظر فيها.

وكانت قائمة المرشحين التي تلقاها الأمين العام كوفي عنان على النحو التالي:
- منصور أحمد (باكستان)
- تيموراز باكرادزه (جورجيا)
- كوكو أرسين كابو شيشي (بنين)
- فريدريك مويلا شومبا (زامبيا)
- بافيل دولين (سلوفينيا)
- سيرجي أليكسييفيتش إيغوروف (روسيا)
- روبرت فريمر (جمهورية التشيك)
- * اسوكا دي زويسا جوناوردانا (سري لانكا)
- محمد غوني (تركيا)
- ميشيل ماهوف (الكاميرون)
- ونستون تشرشل ماتانزيما ماكوتو (ليسوتو)
- إريك موس (النرويج)
- أرليت راماروسون (مدغشقر)
- جاي رام ريدي (فيجي)
- ويليام حسين سيكولي (تنزانيا)
- إميل فرانسيس شورت (غانا)
- فرانسيس م. سيكاندي (أوغندا)
- شيخ تراوري (مالي)
- زينوفون أوليانوفشي (مولدوفا)
- أندريسيا فاز (السنغال)
- إينيس مونيكا واينبرغ دي روكا (الأرجنتين)
- محمد إبراهيم الورفلي (ليبيا)
- لويد جورج ويليامز (سانت كيتس ونيفيس)

## روابط خارجية
- نص القرار في undocs.org